# Museu de la Capital
El Museu de la Capital (en xinès: 首都博物馆) és una galeria d'art situada a Pequín, la Xina. Va obrir el 1981 i es va traslladar a l'edifici actual el 2006 dissenyat pels arquitectes Jean-Marie Duthilleul y Cui Kai. Amb una superfície de 63 000 m², el 2009, era el museu més gran de la història sobre l'art xinès del país.
Alberga una gran col·lecció de porcellana, objectes de bronze, cal·ligrafia, pintura, jade, escultura, i estàtues budistes de la Xina imperial i altres cultures asiàtiques.
Part de les col·leccions del museu estaven allotjades en el Temple de Confuci de Pequín, al carrer Guozijian.

## Descripció

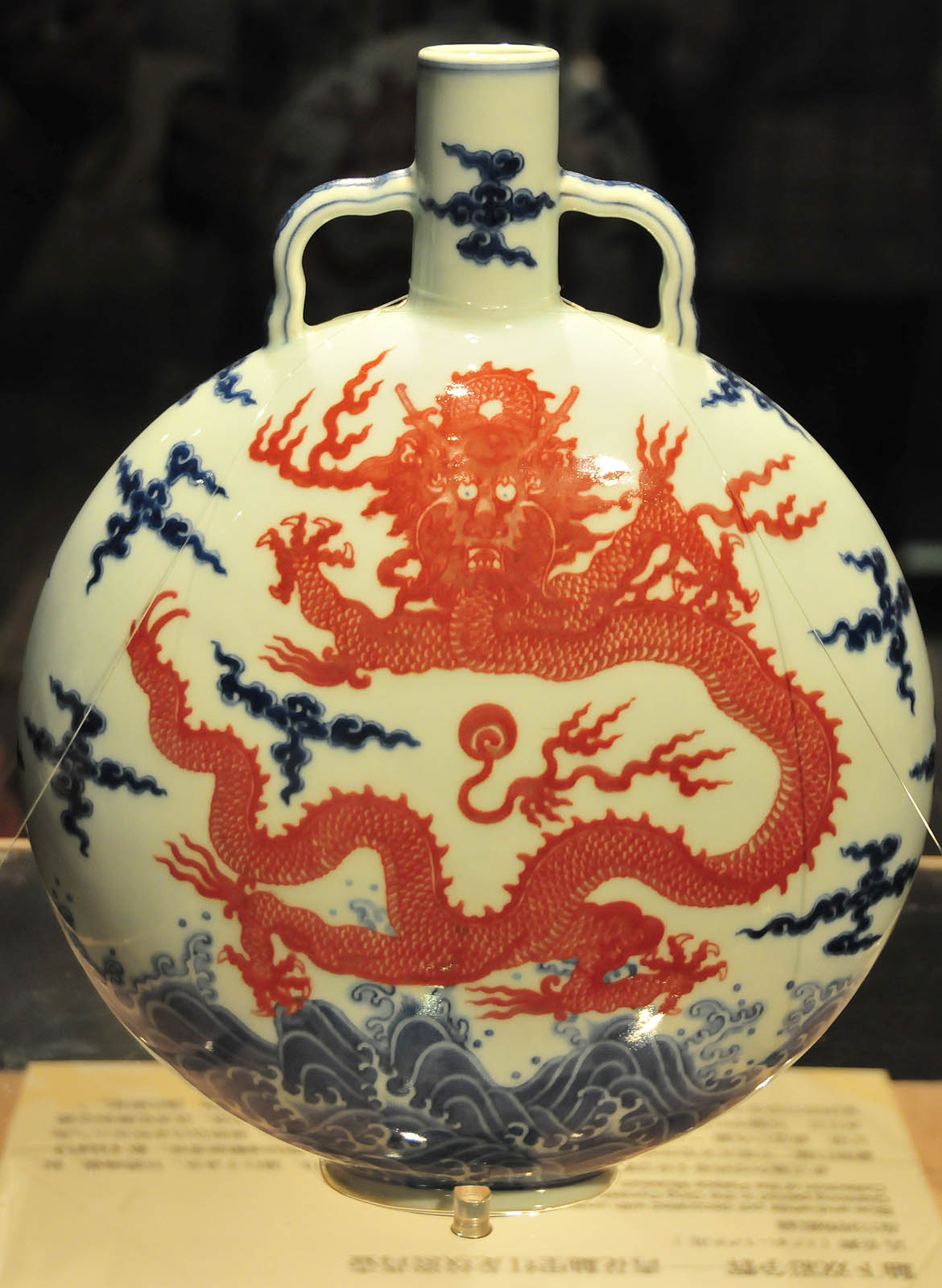
Gerro de porcellana de color blau i blanc de la Dinastia Ming.

El Museu de la Capital de Pequín conté en la seva col·lecció més de 200 000 relíquies culturals, de les quals solament una petita fracció està exposada.
El Museu es va crear el 1981 amb una col·lecció d'uns 83 000 objectes. Encara que el museu no assoleix els visitants rebuts per altres museus de la ciutat, com el Museu del Palau a la Ciutat Prohibida, el Museu Nacional de la Xina, i el Museu Nacional d'Art de la Xina; s'ha convertit en una de les principals institucions culturals de la ciutat.

## Arquitectura

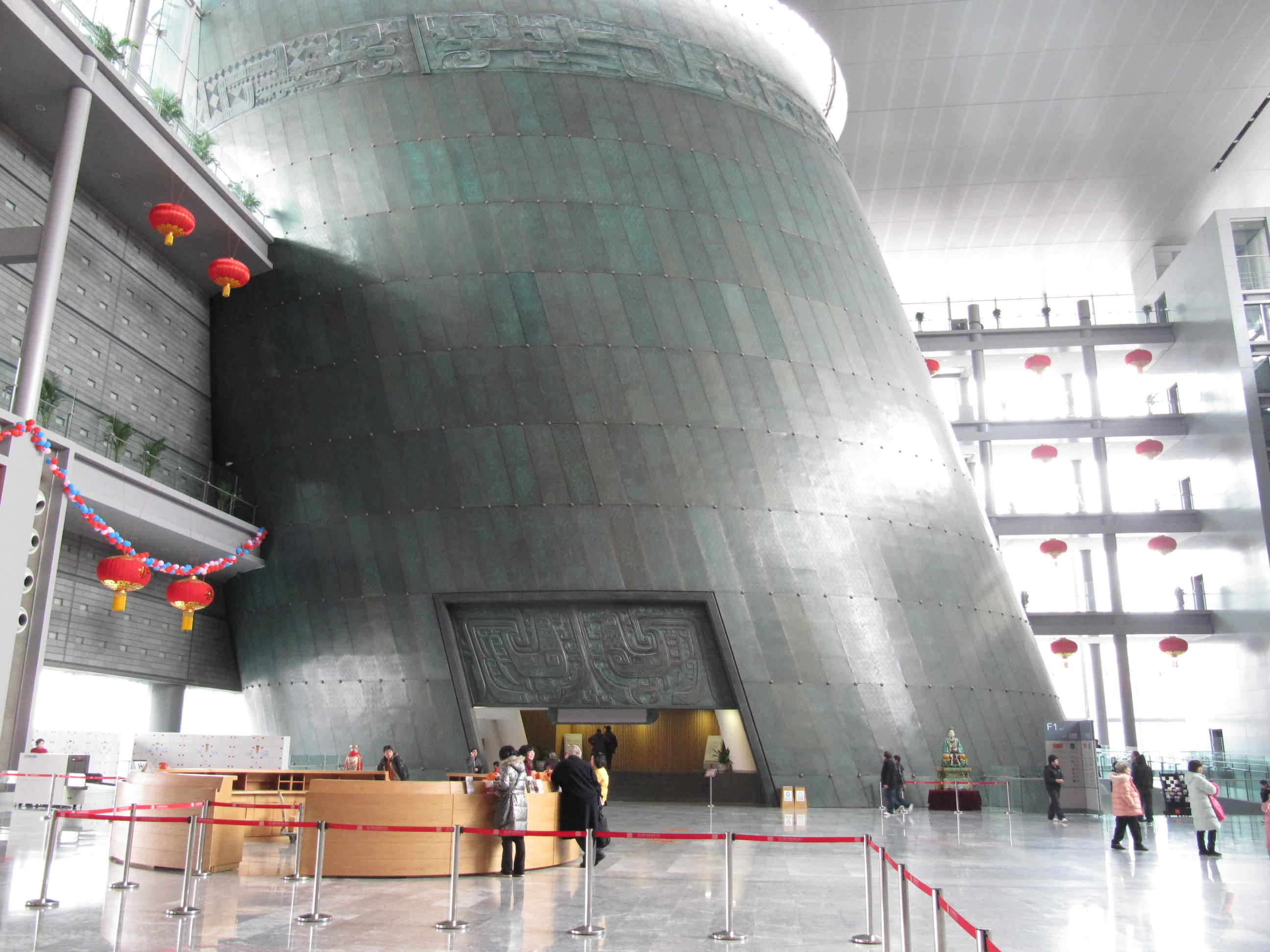
Sala d'exposicions de bronze

La gran coberta de l'actual edifici del Museu de la Capital i el gradient a la plaça d'accés té influències de l'arquitectura tradicional xinesa. El mur exterior de pedra pretén simbolitzar les muralles i torres de l'antiga Xina. Una peça de danbi -una enorme pedra tallada amb imatges de dracs, fènix i objectes imperials- està incrustada a terra davant de la porta nord del museu, mentre que a la recepció es troba un arc decoratiu de la Dinastia Ming, que mostra el "eix central pla" característic de l'arquitectura xinesa.
La «Sala d'Exposicions de Bronze», que té forma ovalada, pretén simbolitzar el desenterrament d'objectes antics mitjançant el seu disseny inclinat que s'estén des del terra fins a l'exterior del museu.

## Col·lecció
Un gran percentatge significatiu de la col·lecció d'art del museu prové d'objectes desenterrats a excavacions efectuades a la ciutat de Pequín.

### Galeria

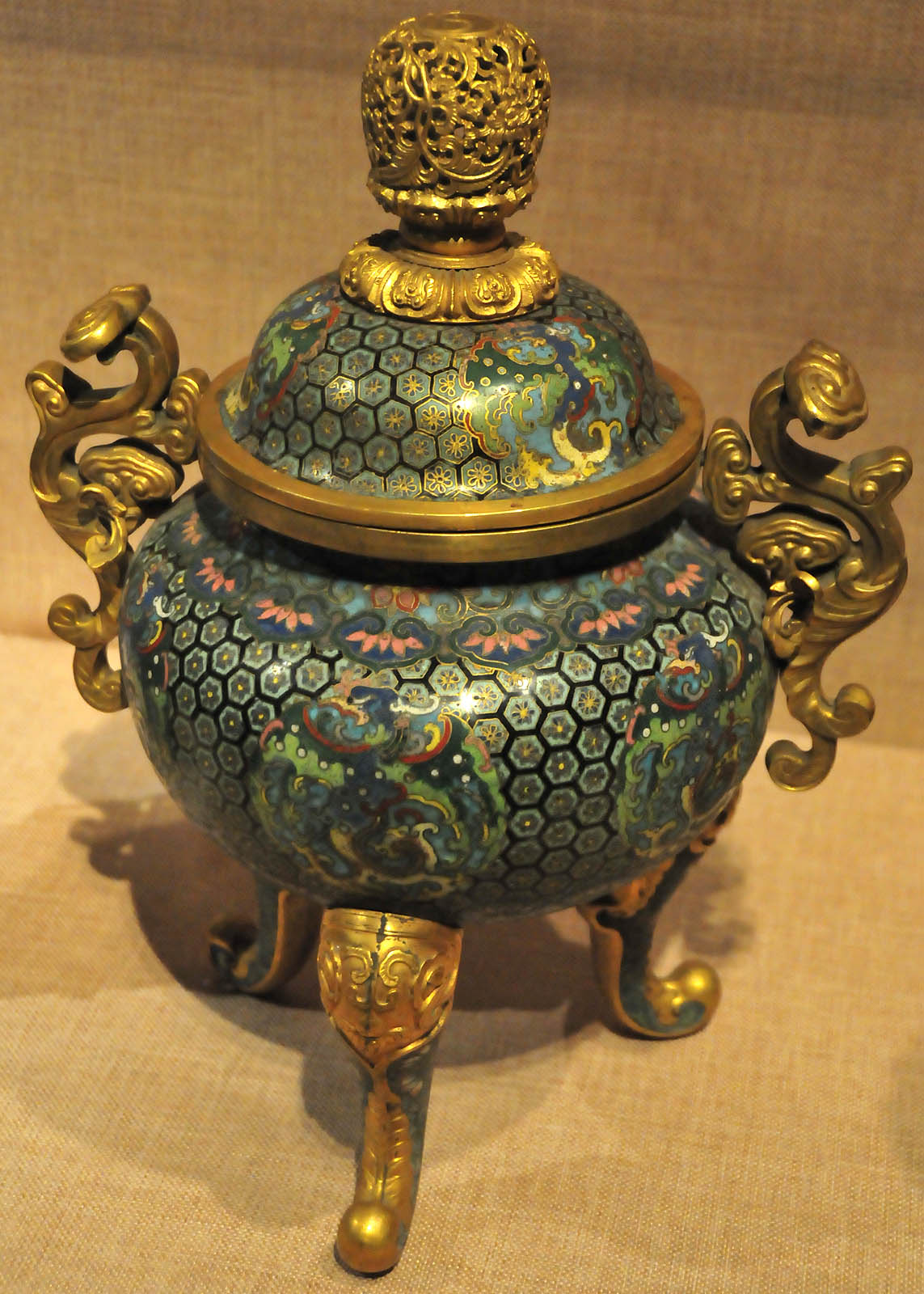
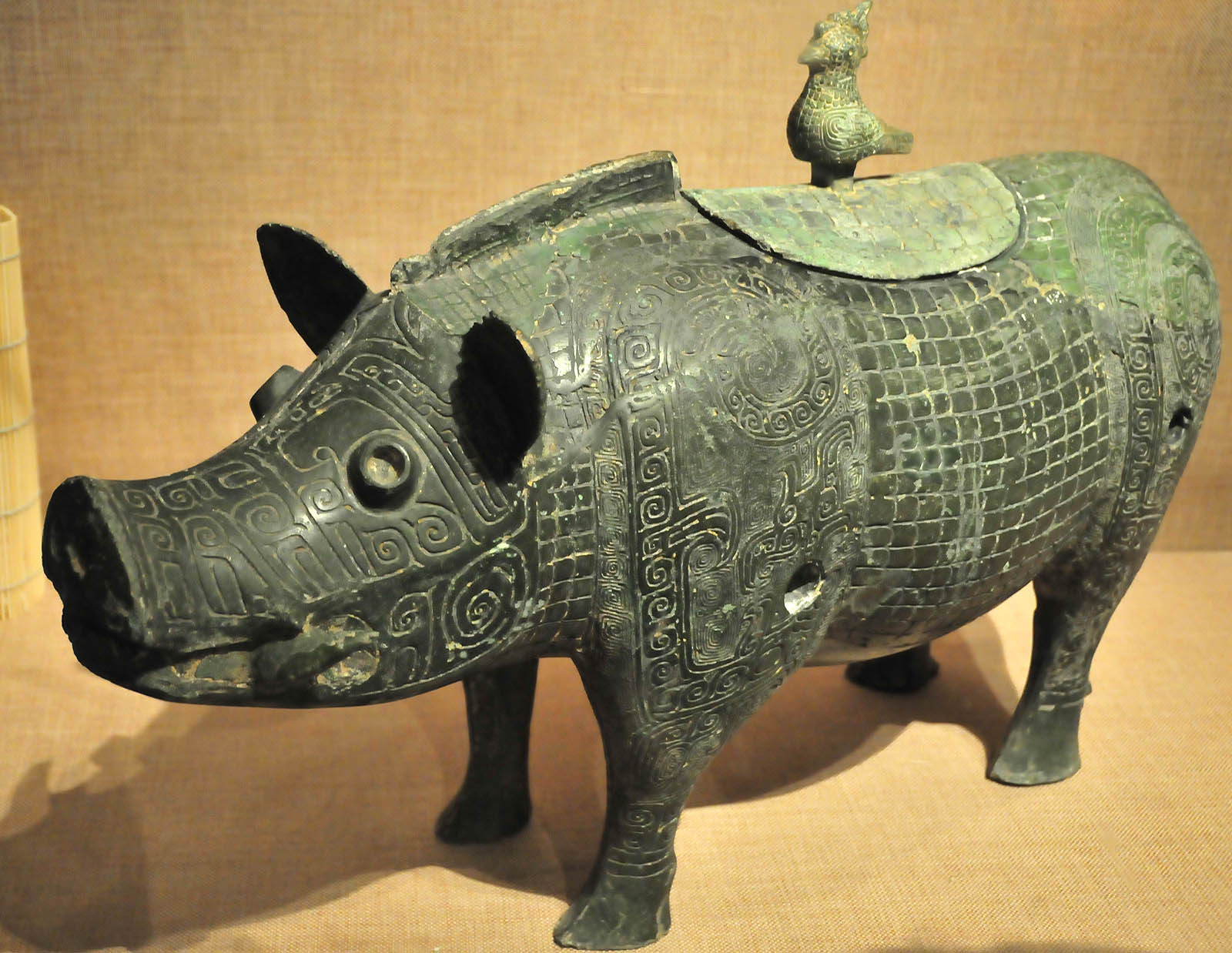
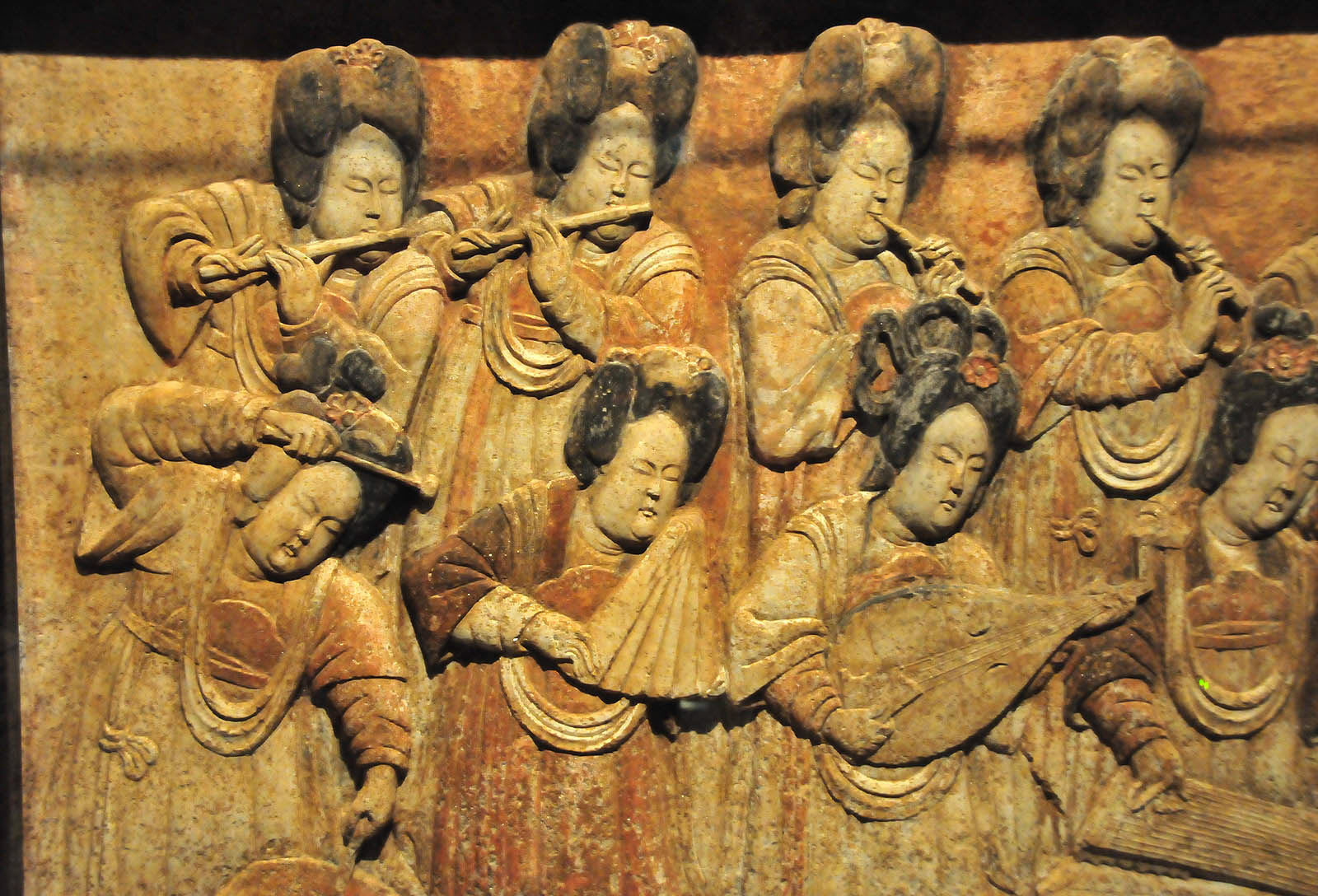
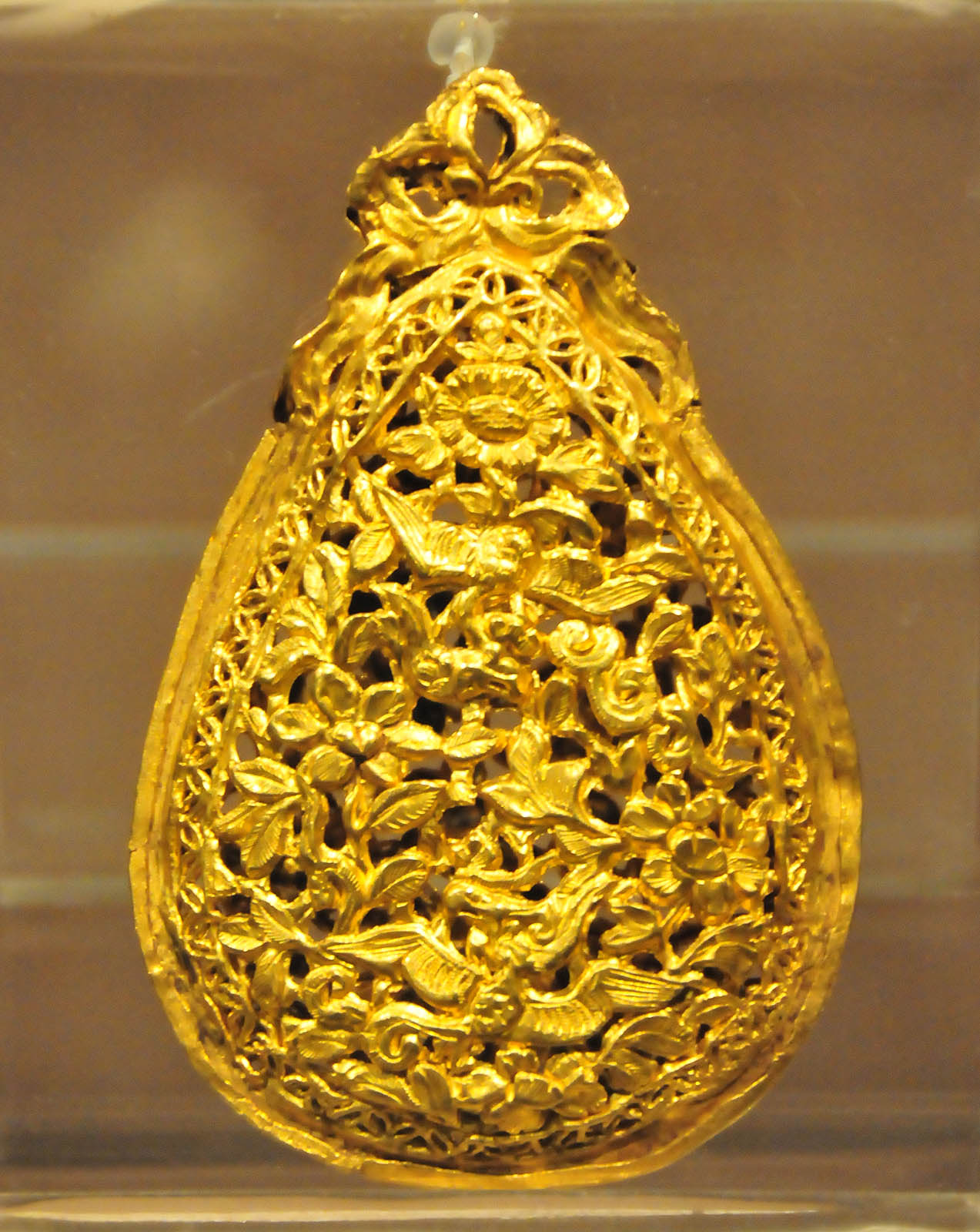
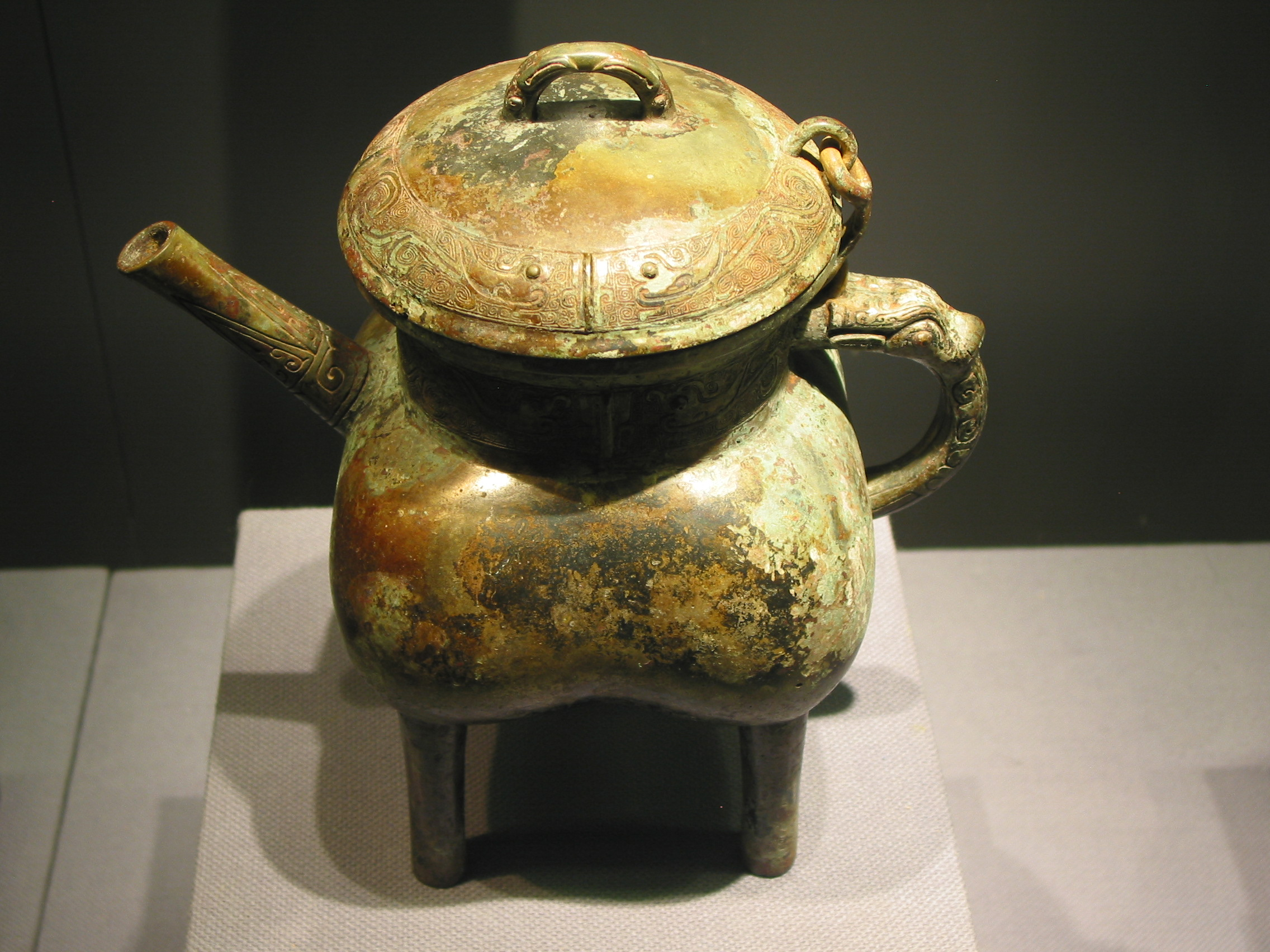
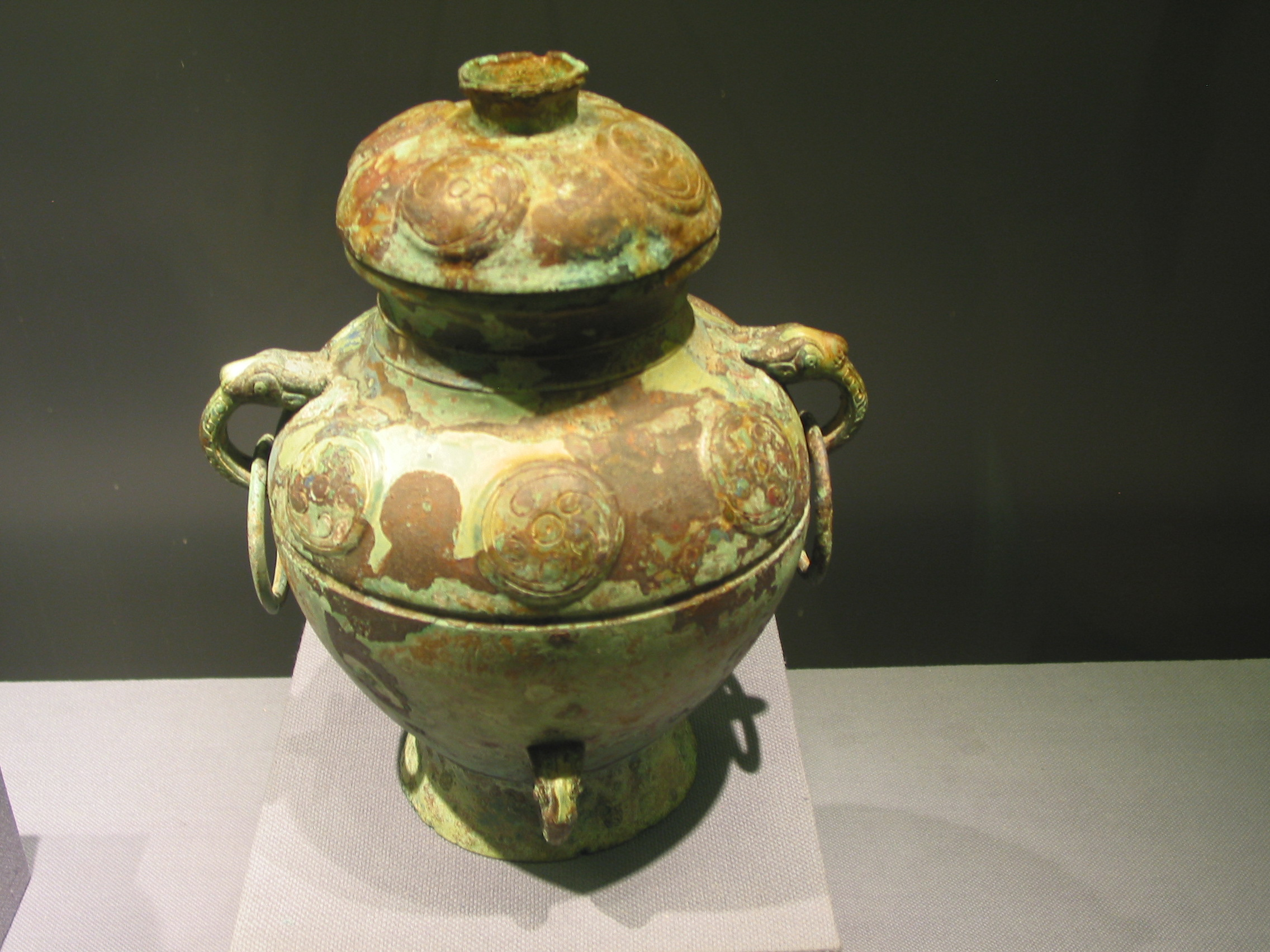